# De Havilland Dragon Rapide
De Havilland DH.89 Dragon Rapide byl britský dopravní letoun pro krátké tratě z 30. let 20. století. Byl navržený na konci roku 1933 jako rychlejší a pohodlnější nástupce letounu DH.84 Dragon a v zásadě se jednalo o dvoumotorovou, zmenšenou verzi čtyřmotorového letounu DH.86 Express. Se svým větším bratříčkem sdílel mnoho společných prvků včetně zužujících se křídel, aerodynamičtějších tvarů a motorů de Havilland Gipsy Six po 147 kW. Na druhou stranu ale nezdědil žádnou z letových nectností většího letounu a stal se tak jedním z nejúspěšnějších britských dopravních letounů 30. let.

## Vývoj a nasazení
Prototyp Rapide E.4 poprvé vzlétl 17. dubna 1934 a do vypuknutí druhé světové války bylo vyrobeno 205 strojů pro uživatele z celého světa. Prototyp po krátkých zkouškách zakoupila švýcarská společnost Ostschweizer Aero Gesellschaft v St. Gallenu pro nepravidelnou dopravu mezi Curychem a Sv.Mořicem (CH-287, později HB-APA). Do poloviny 60. let konal vyhlídkové lety. Typ původně označovaný jako Dragon Six byl na trh uveden nejprve pod názvem Dragon Rapide, ale nakonec se vžilo jednodušší označení Rapide.
Po instalaci vztlakových klapek v roce 1936 bylo značení změněno na DH.89A. Při revizích a generálních opravách řadu starších DH-89 přestavěli na standard DH-89A.
Jedna z (ne)slavných událostí, v které hrál roli DH.89, se stala v červenci 1936, kdy agent britské tajné služby MI6, Hugh Pollard, přeletěl s generálem Franciscem Francem z Kanárských ostrovů do Španělského Maroka na začátku vojenského převratu, který odstartoval Španělskou občanskou válku.
Na začátku druhé světové války bylo mnoho (Dragon) Rapidů převedeno ke službě v britských ozbrojených silách, kde získaly nové označení de Havilland Dominie. Byly využívány pro přepravu pasažérů a pro radionavigační výcvik, zúčastnily se také zásobování britského expedičního sboru ve Francii. 522 dalších kusů bylo vyrobeno přímo pro potřebu armády s vylepšenými motory Gipsy Queen, čímž se celkový počet vyrobených Rapidů vyšplhal na 731. Poslední kusy opustily výrobní haly v červenci 1946. Mnoho ze strojů, které „přežily“ válku, se vrátilo do civilního sektoru a ještě v roce 1958 létalo v Británii 81 strojů. Vojenské Dominie vyráběla nejen firma de Havilland (186 kusů), ale i firma Brush Coachworks Ltd (336 kusů).
I přes svou relativně primitivní překližkovou konstrukci se DH.89 osvědčil jako velmi odolný stroj a ještě na počátku 21. století jich létalo značné množství. Ve Velké Británii je několik Rapidů provozováno k vyhlídkovým letům a rovněž na Novém Zélandu jsou dva letuschopné stroje.

## Varianty
- D.H.89 – prototyp Dragon Six

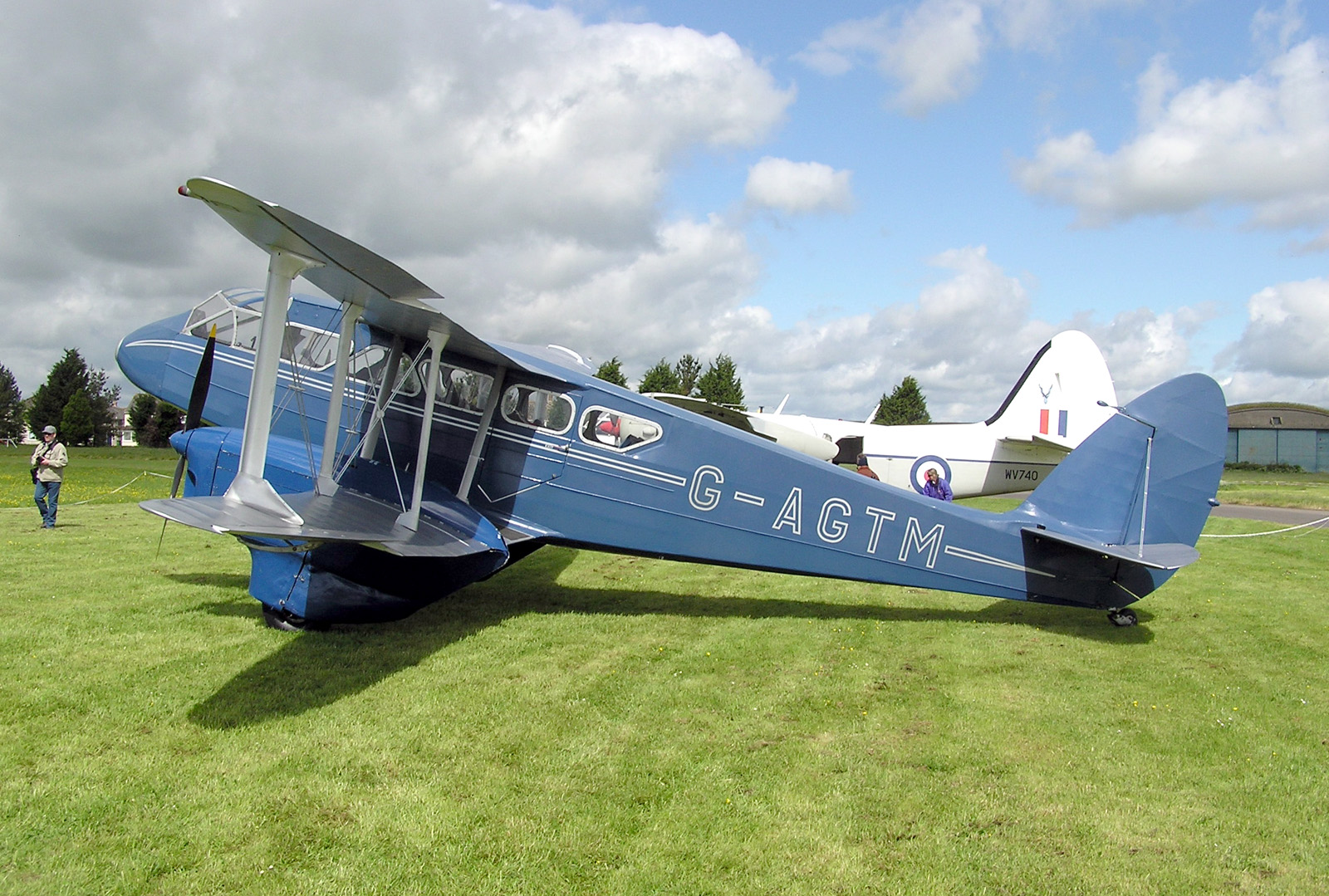
de Havilland DH.89A Dragon Rapide Mk 6 (G-AGTM) vyrobený v roce 1944 na letišti v Gloucestershiru v Anglii v květnu 2005

- D.H.89 – dvoumotorový lehký dopravní letoun, první výrobní verze
- D.H.89A – vylepšená verze vybavená přistávacím světlometem v nose, upravenými konci křídel a vytápěním kabiny
- D.H.89A Mk 4 – jeden stroj D.H. 89A poháněný dvěma motory de Havilland Gipsy Queen 2 s vrtulemi s konstantními otáčkami
- D.H.89A Mk 5 – jeden stroj D.H. 89A poháněný dvěma motory de Havilland Gipsy Queen 3 s nastavitelnými vrtulemi
- D.H.89A Mk 6 – jeden stroj D.H. 89A vybavený pevnými vrtulemi Fairey X5
- D.H.89M – vojenská dopravní verze dodávaná do Litvy a Španělska
- D.H.89B Dominie Mk I – verze pro výcvik radistů a navigátorů
- D.H.89 B Dominie Mk II – spojovací a transportní verze

## Uživatelé

### Civilní uživatelé
- Austrálie – Australian National Airways
- Egypt – Misr Airlines
- Finsko – Aero Oy (2 kusy)
- Indie – Air India, Indian National Airways, Tata Airlines
- Irsko – Aer Lingus
- Kanada – Canadian Pacific, Quebec Airways
- Malajsie – Borneo Airways
- Nizozemsko – KLM
- Nový Zéland – National Airways Corporation, Union Airways of N.Z. Ltd
- Velká Británie – Air Atlantique Classic Flight, British European Airways, Classic Wings, Scottish Airways, Trans European Aviation, Crilly Airways Ltd, Hillmans Airways, Olley Air Services, Railway Air Services

### Vojenští uživatelé

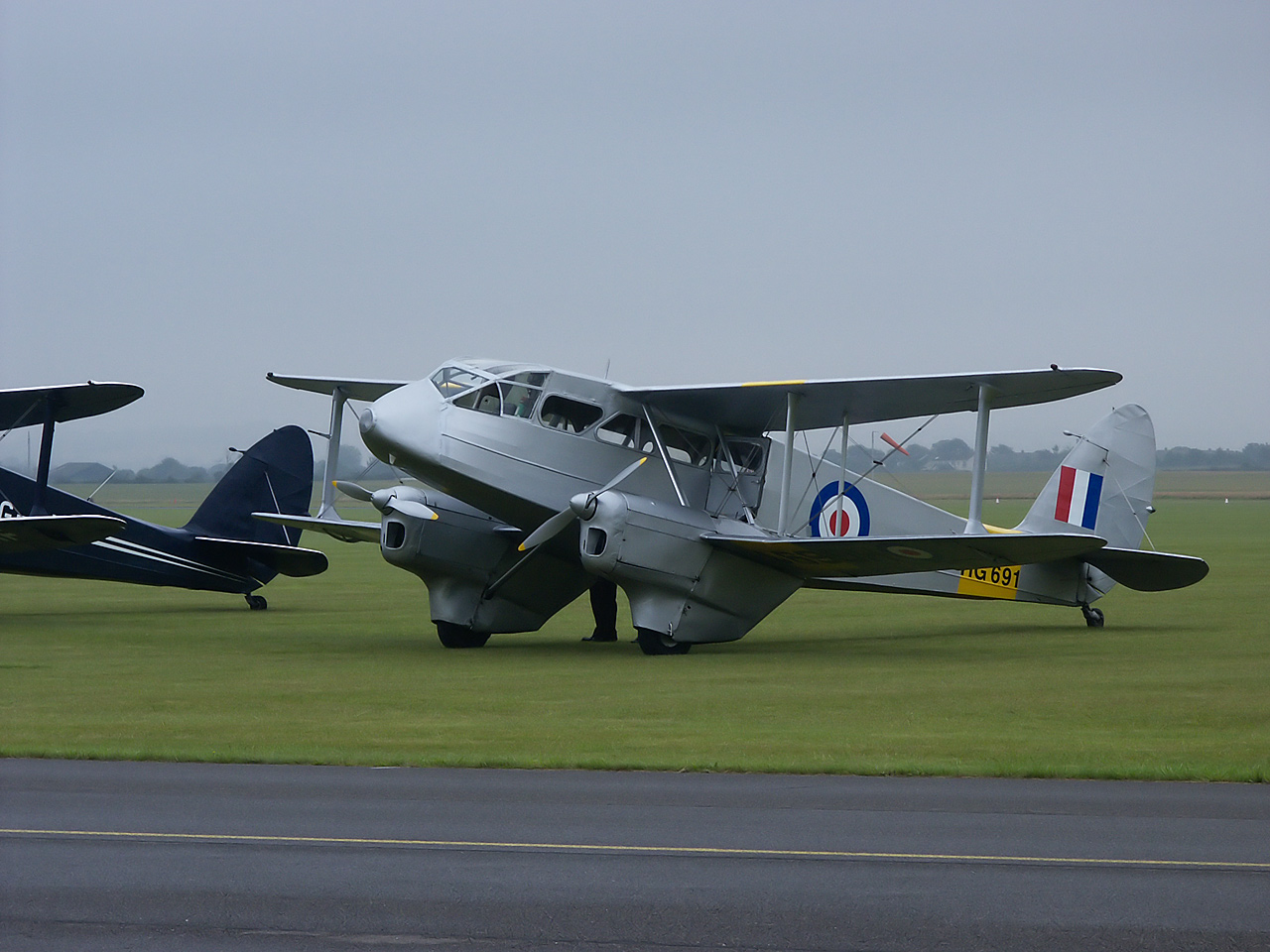
de Havilland DH-89 Dragon Rapide v barvách RAF

- Austrálie – Royal Australian Air Force
- Finsko – Finské letectvo
- Írán – Íránské letectvo
- Izrael – Izraelské vojenské letectvo
- Jihoafrická republika – South African Air Force
- Litva – Litevské letectvo (dva D.H.89M)
- Německo – Luftwaffe (ukořistěné stroje)
- Nový Zéland – Royal New Zealand Air Force
- Španělsko – Španělské letectvo (tři D.H.89M)
- USA – United States Army Air Forces
- Velká Británie – Royal Air Force, Fleet Air Arm

## Specifikace (Dragon Rapide)
Data podle: [zdroj⁠?!]

### Technické údaje
- Posádka: 2
- Kapacita: 8 cestujících
- Rozpětí: 14,6 m
- Délka: 10,5 m
- Výška: 3,1 m
- Nosná plocha: 32 m²
- Hmotnost prázdného letounu: 1460 kg
- Max. vzletová hmotnost : 2490 kg
- Pohonná jednotka: 2× 6válcový řadový motor de Havilland Gipsy Six
- Výkon pohonné jednotky: 200 hp (150 kW)

### Výkony
- Maximální rychlost: 253 km/h ve výšce 300 m
- Dolet: 920 km
- Dostup: 5090 m
- Stoupavost: 4,3 m/s